# مله اميرخان (مقاطعة إسلام آباد غرب)
مله‌اميرخان (بالفارسية: مله‌امیرخان) هي قرية تقع في قسم حومة الشمالي الريفي (مقاطعة إسلام آباد غرب) في إيران. يقدر عدد سكانها بـ 47 نسمة بحسب إحصاء 2016.